# Haploblepharus kistnasamyi
Haploblepharus kistnasamyi är en hajart som beskrevs av Human och Compagno 2006. Haploblepharus kistnasamyi ingår i släktet Haploblepharus och familjen rödhajar. IUCN kategoriserar arten globalt som akut hotad. Inga underarter finns listade i Catalogue of Life.